# アレッサンドロ・ポエリオ級駆逐艦
| アレッサンドロ・ポエリオ級駆逐艦                             | アレッサンドロ・ポエリオ級駆逐艦                                                           |
| ------------------------------------------------------------ | ------------------------------------------------------------------------------------------ |
| 竣工当時の 「チェザーレ・ロッサロール（RN Cesare Rosarol）」 |                                                                                            |
| 艦級概観                                                     |                                                                                            |
| 艦種                                                         | 軽偵察艦→駆逐艦                                                                            |
| 艦名                                                         | 人名                                                                                       |
| 前級                                                         | ニーノ・ビクシオ級                                                                         |
| 次級                                                         | カルロ・ミラベロ級                                                                         |
| 性能諸元                                                     |                                                                                            |
| 排水量                                                       | 常備：1,028トン 満載：1,216トン                                                            |
| 全長                                                         | 85.0m                                                                                      |
| 水線長                                                       | 83.1m                                                                                      |
| 全幅                                                         | 8.0m                                                                                       |
| 吃水                                                         | 常備：2.8m 満載：3.1m                                                                      |
| 機関                                                         | ヤーロー式重油専焼水管缶3基 +ブルッゾー式直結タービン2基2軸推進                            |
| 最大出力                                                     | 20,000shp                                                                                  |
| 速力                                                         | 31,5ノット                                                                                 |
| 航続距離                                                     | -ノット/-海里                                                                              |
| 燃料                                                         | 重油：200トン                                                                              |
| 乗員                                                         | 129名                                                                                      |
| 兵装                                                         | 10.2cm（40口径）単装速射砲6基 7.62cm（40口径）単装速射砲2基 45cm連装魚雷発射管2基 機雷42発 |

アレッサンドロ・ポエリオ級軽偵察艦（あれっさんどろ・ぽえりおきゆうていさつかん、イタリア語: Esploratore leggero classe "Alessandro Poerio"）はイタリア海軍が第一次世界大戦中に就役させた軽偵察艦の艦級。実質的には嚮導駆逐艦に相当するものであり、1921年に駆逐艦に類別変更された。

## 艦形

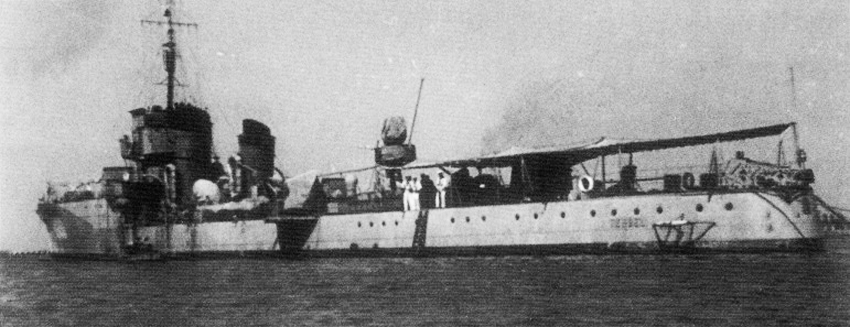
艦尾から撮られたグリエルモ・ペペ。後にスペインに売却されて「テルエル」となった。

本級の船体形状は艦首乾舷のみ高い短船首楼型船体である。艦の構造を前部から記述すると、艦首甲板上に主砲の10.2cm速射砲を単装砲架で1基配置、その背後に操舵艦橋と簡素な前部マストが立つ。船体中央部に2本煙突が立ち、その周囲には煙管型の通風塔が立ち並び、空いた場所は艦載艇置き場となっており、艦載艇は2本1組のボート・ダビッドが片舷1組ずつ計2組により運用された。舷側部には2か所の張り出しが設けられ10.2cm速射砲が片舷2基ずつ配置された。2番煙突の後方の中央甲板上に45cm連装魚雷発射管が直列で2基配置され、後部マストと後部見張所を挟んで後部甲板上に6番主砲が1基配置された。

## 同型艦
- アレッサンドロ・ポエリオ（Alessandro Poerio）（it:Alessandro Poerio (esploratore)）

1913年6月、アンサルド社ジェノバ造船所で起工、1914年8月進水、1915年5月竣工。1938年6月にスペインに売却され「ウェスカ（Huesca）」と改名されてスペイン海軍で就役。
- チェーザレ・ロッサロール（Cesare Rossarol）（it:Cesare Rossarol (esploratore 1915)）

1913年6月、アンサルド社ジェノバ造船所で起工、1914年8月進水、1915年8月竣工。1918年11月16日に地中海で沈没。
- グリエルモ・ペペ（Guglielmo Pepe）（it:Guglielmo Pepe (esploratore)）

1913年7月、アンサルド社ジェノバ造船所で起工、1914年9月進水、1915年8月竣工。1938年6月にスペインに売却され「テルエル（Teruel）」と改名されてスペイン海軍で就役。

## 参考図書
- 「Conway All The World's Fightingships 1906–1921」（Conway）
- 「Conway All The World's Fightingships 1922-1946」（Conway）